# Huaijiu He
Huaijiu He (kinesiska: 怀九河) är ett vattendrag i Kina. Det ligger i storstadsområdet Peking, i den norra delen av landet, omkring 46 kilometer norr om stadskärnan. Huaijiu He ligger vid Huairoureservoaren.
Genomsnittlig årsnederbörd är 723 millimeter. Den regnigaste månaden är juli, med i genomsnitt 211 mm nederbörd, och den torraste är januari, med 3 mm nederbörd.